# August Oberhauser
Pour les articles homonymes, voir Oberhauser.
August Oberhauser, né le 4 mars 1895 et mort fin juillet 1971 à Merlischachen, est un footballeur international suisse. Il évoluait au poste de défenseur.

## Biographie

### En club
August Oberhauser est joueur du FC Nordstern Bâle dans les années 1920,.

### En équipe nationale
International suisse, Oberhauser dispute 20 matchs sans inscrire de but avec l'équipe national suisse de 1924 à 1926,.
Le 23 mars 1924, il dispute son premier match contre la France (victoire 3-0 à Genève).
Il fait partie du groupe suisse médaillé d'argent aux Jeux olympiques de 1924 : il dispute les cinq matchs du tournoi dont la finale perdue contre l'Uruguay.
Son dernier match a lieu le 10 octobre 1926 contre l'Autriche (défaite 1-7 à Vienne) en amical.

## Palmarès

### En sélection
Suisse
- Jeux olympiques :
  -  Argent : 1924.